# بولیور (میزوری)
بولیور (به انگلیسی: Bolivar) شهری در شهرستان پالک ایالت میزوری است که جمعیت آن در سرشماری سال ۲۰۱۰ میلادی ۱۰٫۳۲۵ نفر بوده است.